# Ratzo Harris
Ratzo B. Harris (* 25. Juli 1955 in Indianapolis als Harold Branson) ist ein amerikanischer Jazzmusiker (Kontrabass, E-Bass, auch Gitarre, Cello, Trompete) und Musikjournalist.

## Leben und Wirken
Harris, der weitgehend in San Francisco aufwuchs, lernte Grundlagen des Musizierens von seinen Eltern; er spielte zunächst autodidaktisch Trompete, bevor er mit zehn Jahren ersten Gitarrenunterricht bei Jerry Hahn erhielt. Leroy Vinnegar, ein Freund seines Vaters, gab ihm den Rat, Bass zu spielen. In der Highschool ging er ins Schulorchester, um dort Kontrabass zu lernen. Mit 13 Jahren wurde er ins San Francisco Conservatory Orchestra aufgenommen; daneben spielte er mit Alex Foster Jazz. In einem Sommercamp in der University of the Pacific gehörte er zur Bigband und lernte Tom Rainey kennen. Dann brach er die Highschool-Ausbildung ab und ging 1974 mit John Handy auf Tournee; auch spielte er kurz mit Bobby Hutcherson. Weit später ging er wieder zur Schule und erwarb 2009 schließlich einen Master-Abschluss in Jazzgeschichte an der Rutgers University.
Bis 1976 gehörte er zu den Gruppen von Denny Zeitlin, Jon Hendricks und Cal Tjader. Zwischen 1975 und 1980 trat er mit Tom Rainey im Quartett von Mike Nock auf. Jim Pepper, mit dem er auch zusammenlebte, wurde sein Mentor; dann tourte er mit Joe Henderson in Europa, bevor er 1977 nach New York City zog, wo er Anne Marie Moss, Armen Donelian und Roseanna Vitro begleitete.
Gemeinsam mit Rainey gehörte er dort fünfzehn Jahre lang zum Trio von Kenny Werner, mit denen er mehrere Alben veröffentlichte, sowie zu den Bands von Jane Ira Bloom (1979–87) und Herb Robertson. Zwischen 1981 und 1995 war er zudem Mitglied in der Gruppe von Joe Lovano. Kurzzeitig Mitglied von Double Image holte ihn Manfred Eicher zum Album Gallery mit Paul McCandless, Dave Samuels und David Darling. 30 Jahre lang gehörte er zur Band von Mose Allison, mit dem er mehrere Alben aufnahm. Mit Bruce Arnold, Thomas Buckner und Tom Hamilton bildete er die Experimentalgruppe Act of Finding (gleichnamiges Album 1991). Von 1991 bis 1996 leitete er das Bassensemble D’Base n’Music. Auch arbeitete er mit Fay Victor, Kaylé Brecher und David Lopato. Als Begleiter von Tim Buckley ist er in dem Dokumentarfilm Greetings from Tim Buckley (2012) zu erleben. Weiterhin ist er auf Alben von Denny Zeitlin, Marty Cook, Michael Brecker, Janet Lawson, Connie Crothers, Elliott Sharp, Howard Tate, Bruce Arnold, dem Brooklyn Repertory Ensemble, Judi Silvano, Jay Rodriguez und David Schnitter zu hören. Des Weiteren spielte er in Fay Victors Herbie Nichols Sung Quintet (Album Life Is Funny That Way, 2024)-

## Lexikalischer Eintrag
- Grove Music Online